# 丹属爱沙尼亚
爱沙尼亚公国，也被称为丹属爱沙尼亚，1219年—1346年為丹麦国王的直辖领地，後被卖给条顿骑士团成为条顿骑士团国的一部分。
丹麦在12世纪崛起成为军事和商业强国，該國有意終結愛沙尼亞人於波罗的海對其贸易的威脅。丹麦舰队于1170年、1194年和1197年出兵爱沙尼亚。1206年，国王瓦爾德馬二世和大主教安德斯‧蘇內森率軍突袭了萨雷马岛（丹麦、瑞典、德国人称厄尔塞岛）。丹麦国王隨後声称佔有爱沙尼亚，並得到羅馬教皇的承认。1219年，丹麦舰队在爱沙尼亚的主要港口登陆，并在列丹尼斯戰役中击败爱沙尼亚人，该战役将爱沙尼亚北部置于丹麦的统治之下，直至1343年爱沙尼亚起义後被條頓騎士團接管，並於1346年被丹麦出售予後者。